# Логор Мали Тростанец
Логор Мали Тростанец (блр. Малы Трасцянец) је био нацистички логор смрти који се налазио недалеко од Минска.
Изграђен је у лето 1941, и у почетку је служио као концентрациони логор за совјетске војнике који су заробљени током напада нацистичке Немачке на Совјетски Савез. Логор је променио своју сврху и постао логор смрти 10. маја 1942, када је стигао први транспорт Јевреја. Примарна сврха логора било је истребљење Јевреја који су живели у Минску и околини, иако је у логору убијен и велики број Јевреја довезених из Немачке, Аустрије и простора данашње Чешке. Жртве су најчешће убијане одмах по доласку, најчешће у оближњим шумама Благовшина и Шашковка.
Ниједан преживели логораш није пронађен, а Јад Вашем процењује да је у логору убијено 65.000 Јевреја.